# スプラッターハウス
『スプラッターハウス』（SPLATTERHOUSE）は、1988年に稼働を開始したナムコ（現：バンダイナムコエンターテインメント）のアーケードゲーム。
ホラー映画を思わせるグロテスクなキャラクターと残酷な描写を特徴とする横スクロールアクションゲーム。
PCエンジンやFM TOWNS、Windowsに移植された他、Wiiのバーチャルコンソール対応ソフトとして、PCエンジン版とアーケード版がそれぞれ配信された。その他、iOSやPlayStation Networkで配信された他、Nintendo Switch用ソフト『ナムコミュージアム』（2017年）に収録された。

## 概要
本作は、映画『13日の金曜日』（1980年）のジェイソン・ボーヒーズに似た主人公・リックを操作し、さらわれた恋人ジェニファーを救出するため、館に巣喰う化け物を倒してゆくアクションゲームである。
木片で敵を壁に叩き付けたり、鉈（ナタ）で真っ二つにしたり、床中に血まみれの死体が転がっていたりと、ゴア表現をふんだんに用いた演出が特徴となっており、これまでのアーケードゲームとは一線を画していた（アーケード版は以後、AC版と表記）。それまでのナムコの得意とした「コミカル」や「無機的（SF調）」な手法とは異なり、本作以降も残虐性・暴力性を前面に出した作品は非常に少ないため、ナムコのゲームの中でも異色の存在といえる。
以後シリーズ化され、本作の家庭向けゲーム機などの移植版や続編もリリースされている。

### 時代背景
この当時、ホラーやスプラッター（残虐な直接的表現を取り入れたホラー）、あるいはオカルトを扱った映画などがブームになっており、特殊視覚効果の向上によって生々しい残酷表現を特徴としていた。中には余りの残酷な表現で強いストレスを受け、映画館内で気分が悪くなってしまう人までいた。
これらの映画は、後に「原点回帰型」の直接的な残酷表現を減らしてストーリーの盛り上がりで勝負する純粋なホラー映画と、過剰な残酷表現により一種のナンセンスさすらかもし出した「スナッフ・スプラッター映画」、またオカルト色を前面に出して残酷な表現は省いたオカルト映画へと分化していく。その分岐点に当たる時代にこの作品はリリースされた。
コンピューターゲームでもホラー映画ブームの煽りを受け、1980年代後半頃よりホラーを題材にしたホラーゲームが登場するようになり、『悪魔城ドラキュラ』（1986年）、『妖怪道中記』（1987年）、『死霊戦線』（1987年）、邦画『スウィートホーム (映画)』（1989年）のゲーム化などによるヒット作が相次ぎ、1988年にリリースされた本作も含めてホラーゲームという新ジャンルの黎明期を迎えた。この当時は『モータルコンバット』（1992年）などの一部残酷表現や『グーニーズ』（1985年）など人気映画とのタイアップを特色とするゲームがあったものの、ホラー映画を題材とし、アンチヒーロー的な（残酷な）主人公を据えたゲームという点で、本作は珍しい内容のゲームとなった。

## ゲーム内容

### システム
ゲームは横スクロール・サイドビューの半任意スクロール方式で進行する。操作は8方向レバーと2ボタン（A＝攻撃＋B＝ジャンプ）で行う。
複数のエリアに分かれ分岐ルートで繋がれたステージを進み、ステージ最奥のボスキャラクターを倒すことでステージクリアとなる。回復アイテムは存在しない代わりにクリアの際にライフがひとつ回復する。難易度はEASY・NOMARL・HARDの三段階から設定可能だが、敵のアルゴリズムや耐久力には影響せず、リックのライフ値の初期数および最大値が変化するのみで、初期残機数およびステージクリア後のライフ回復値も難易度にかかわらず常に固定である。スコアが特定値に到達するごとに残機数が増加する。
レバー左右にてリックの移動を行い、画面スクロールの後退はできないが、前進は任意。上方向に入れることで、壁にかかっているアイテムを取る。下方向に入れることでしゃがむことができ、落ちているアイテムを拾うこともできる。スライディングキック時にも使用する（スライディングキックについては後述）。なお、空中でレバー下を入れるとジャンプ中にしゃがみ体勢を取れる（またはしゃがみ宙にジャンプした場合も同様にしゃがみ体勢のままジャンプする）。
Aボタンで攻撃を行い、Bボタンでジャンプする。攻撃については立ち中は前方へパンチを繰り出し、武器を手に持っている場合はそれを使用する。しゃがみ中はキック、ジャンプ中ではジャンプキックを繰り出し、ジャンプキック中にボタンを押すと空中でもパンチが出る。アイテムを持った状態でもジャンプ中にレバーを下に入れながらボタンを押せばジャンプキックができる。しゃがみジャンプ中（もしくは空中でしゃがみ体勢を取った最中）に攻撃ボタンを押すとキックとなる（この場合は連続でキックを出すことが可能で打点の低い連続キックも出せる）。また、横方向のジャンプ中にレバーを下もしくは斜め下のいずれかに入れながらAボタンを押すと、高威力のスライディングキックを出せる。
永久パターン防止の措置がとられており、一定時間前進しないでいると、後ろ（画面左端）から放電する紫の霧が迫ってきて、触れるとダメージを受ける。また、ボス戦では一定時間が経過すると、リックを追尾しながら水平に移動する炎が出現し、さらに時間が経過すると1つ目より高い位置に2つ目が出現し、絶対に避けられなくなる。

### 武器
床などに落ちており拾って使う。投擲武器は一発限りで銃は弾数制限があるが、近接武器は何度でも使える。攻撃が制限されるものもあり、上手く使い分ける必要もある。どちらも拾ったエリア内でのみしか使用できない（次のエリアへの移動時に自動的に捨ててしまう）。また、ダメージを受けると武器を落としてしまうが拾い直せる。武器を持っている状態で別の武器を拾うと、既に持っていた武器を落として入れ替える（これを利用して2つの武器を運ぶことも可能）。なお、PCエンジン版ではいくつか省略されている。
角材
リーチがあり、敵を壁に叩きつけることができる。使用できるエリア内のザコ敵は一撃で倒せる。
鉈
使用できるエリア内のザコ敵は一撃で倒すことができ、デッドマンの首を刎ねたり、ハンギングデッドを真っ二つにできる。この武器だけ命中した時の音が違う。PCエンジン版では登場しない。
スパナ・石
敵に投げつけて攻撃する。石の場合は山なりに飛んでいくのではなく、重力を無視してほぼ水平に飛んでいく。
銃（ショットガン）
8発装填の使い捨て武器。登場はステージIIIのみ。2丁入手できる。進行方向に発射するとほぼ瞬時に前方最前列の敵に無条件でダメージを与えるが、威力は他の投擲武器と同じ程度。
モリ
壁に掛けてあったモリを投げつける。ステージIVのみ登場。投擲時に大ぶりな動きで投げるため隙が生じ易く、接近戦には不向き。
斧
敵を斬り付ける。リーチは長く連打も効くが、角材や鉈と比べて振りが若干遅い。ステージIVのボス戦のみ使用可能。
Windows版のヘルプでは黄金の斧と誤記されている。PCエンジン版には登場しない。
黄金のナタ
ステージIVのボス戦専用の武器。AC版の斧と入れ替える形で追加された。

### 日本国外版について
日本国外版においてはTurboGrafx-16（PCエンジンの英語圏名称）版のみ様々な変更点が存在する。以下にそれらを列挙する。
- 血の色が日本版よりも若干薄くなっている。
- SEのボリュームが若干下げられている。
- リックのヘルマスクのデザインがアーケード版の白いホッケーマスク状の形状から毒々しい色のマスクに変更された（色はブラックに近いパープル）。顔面部分の形状も変更されている。
- 上記のヘルマスクのデザイン変更にあわせ、ミラーリックのミラーヘルマスクの色調がブルーになり、形状も合わせて変更されている。
- イービルクロスがEVIL SLEEPという名称に変更され、青い亡霊のような姿になっている。
- STAGE6のボス、マザーを倒した際の激しい爆発のグラフィックなどが変更され、全体的におとなしめになった。
- ヘルカオスが眠る場所の十字架が墓石へと変更されている。

## 設定

### ストーリー
超心理学の権威ウエスト博士は「死者蘇生」をテーマに掲げて奇怪な研究に没頭した末に研究の副産物である怪物に襲われて命を落とし、彼の住んでいた館は怪物が徘徊する恐怖の館と化してしまった。
大学で超心理学を専攻していた主人公のリックとその恋人ジェニファーは、その噂に興味を持ってウエストの館のそばへとやってきた。しかし突然の雷雨に見舞われ、二人は館に足を踏み入れてしまう。怪物たちに襲われたリックはなす術もなく打ちのめされ、ジェニファーは館の奥へと連れ去られてしまった。
絶望と共に薄れ行く意識の中、何者かがリックに呼びかけた。その声の主は「ヘルマスク」。それを被った者に強大な力を授ける、古代の精霊を宿した伝説の仮面である。顔に貼り付いたヘルマスクによって超人的な身体能力を手に入れたリックは、ジェニファーを救うべく忌まわしきスプラッターハウスの奥底へ足を踏み入れる。
（PCエンジン版説明書より）

### ステージ構成
全7面。一部のステージではルート分岐が発生する。ステージ名称はFM TOWNS版より抜粋。
STAGE I - スプラッターハウス別館地下
薄暗く湿った地下牢で、辺り一面に惨殺死体が転がり、中にはまだ生きているかのように動いているものや、牢に監禁されている者もいる（PCエンジン版ではこれらの演出は無い）。デッドマンやコウモリ、地面から出現する針のトラップが登場する。
ボス：ボディイーター
STAGE II - スプラッターハウス別館
前半は凄惨な光景の拷問部屋を進む。鎖に繋がれた亡者が毒液を吐いてくる他、首吊り死体のハンギングデッドが登場する。後半は、音が反響する地下水路で、水中から出現するウォーターデッドと、水路を流れてくるトゲ付き鉄球が登場。
ボス：ポルターガイスト
STAGE III - 本館へ続く森の小道
雷雨の中の朽ちかけた庭。途中の桟橋には左右に動く水溜り（ウォーターハンド）が差しており、足を踏み入れると下部の川エリアへ引き込まれる。
ボス：ピギーマン
STAGE IV - 本館入り口
荒れ果てた廃屋のなか、朽ちた調度品が並ぶ。廊下では回転する刃、鏡が並んだ通路ではミラーリックがリックに襲い掛かる。
ボス：イービルクロス
STAGE V - 本館中央部
館の深部。様々な超常現象がリックを襲う。多くのルート分岐が存在する。
ボス：ジェニファー
STAGE VI - 化け物の生まれいずるところ
館の最深部。生物の体内のような肉の洞窟であり、自動でスクロールする。最深部に寄生した心臓のような肉塊から次々と産み出される無数のオバたちがリックを襲う。
ボス：マザー
STAGE VII - 脱出の道
マザーの死と同時にウエスト館が崩壊する。炎上しながら回転する丸太、火に包まれて苦悶しながら飛び回るファイヤーデッドなど、倒せない敵や破壊できない障害物が次々と襲来する中、炎上する庭を通って脱出する。
ボス：ヘルカオス

## キャラクター
英名のスペリングは諸説あるが、日本語のものと違うものは / で区切って記述する。
また、キャラクターのプロフィールやフルネームなどは家庭用移植版および家庭用オリジナルの続編にて付けられたもので、アーケード版の時点ではバックストーリー含め詳細な設定は存在していない。
リック・テイラー（Rick Taylor）
本作の主人公。大学で超心理学を学んでいた普通の学生。ゾンビたちの襲撃によって瀕死の重傷を負うも、ヘルマスクが顔に張り付いたことで超人的な力を得た。恋人ジェニファーを救うために屋敷の奥へと進んでいく。
名前の元ネタは、特殊メイクアーティストのリック・ベイカー。
ジェニファー・ウィルス（Jennifer Willis）
リックの恋人である女子大生。館の怪物たちに攫われてしまう。
ヘルマスク（Hell Mask/Terror Mask）
様々な精霊の力を宿した、自我を持つ伝説の仮面。顔に着けた者の眠れる力を最大限に引き出す能力を持つ。ヘルマスク自身にも何かの目的があるらしく、そのためにリックを利用している。ホッケーマスクに似た形をしているが、シリーズ毎にデザインは変わっている。
ウエスト博士（Dr. West）
怪しげな実験を繰り返した狂気の天才科学者であり、人道を外れた実験の果てに自身もまた命を落とした。本作では登場しない。

### 敵キャラクター

#### 雑魚モンスター
デッドマン（Dead Man）
下級の実験体。呻き声を上げ、群れを成して徘徊し、行き止まりに突き当たると方向転換して追ってくる。通路を通過した際に前触れもなく背後から出現するものや、背景の奥に潜みリックが通り過ぎたのを見計らって出てきて背後から追ってくるものもいる。ステージIVでは高く舞い上がるように跳びかかってくるタイプがいる。
グリンデッドマン（Green Dead Man）
緑色のデッドマン。通常のデッドマンと比べて耐久力が高く移動速度も速い。
バット（Bat）
吸血コウモリ。一直線に飛んでくるものと大きく蛇行しながら飛んでくるものがある。
トップヘビー（Top Heavy）
キノコのような頭を持つ上級の実験体。爪で引っかくように攻撃する他、バックステップで距離を取ったり飛び掛かって来る個体もいる。頭部が本体であり、胴体が崩れた後は頭だけで飛び回りながら突進してそのまま画面外へと消えていく。ステージ2のエリア1ではリックとの距離が離れていると付近にいる他のザコ敵を呼び寄せるようなしぐさを取って画面右へ去っていく。
ハンギングデッド（Hanging Dead/Hanging Corpse）
ゾンビ化した首吊り死体。2面に登場する天井の穴から上がり下がりするタイプ、3面に登場する野外の木にぶら下げられリックを確認次第体液を吐きかけるタイプがいる。2面に登場するものは穴から下がってきた時にキックかパンチを当てるとその場にとどまり、リックの位置に応じて向きを変えながら毒液を吐きかけてくる。武器を使えば一撃で倒せる。
倒すと大量の緑色の体液を流すが触れてもダメージは無い。
ウォーターデッド（Water Dead）
地下水路など水のある場所に生息する、大柄な実験体。水中から姿を現してゆっくり歩き、リックに近づくとリーチの長い腕で殴ってくる。
イビルドッグ（Evil Dog/Undead dog）
ゾンビ化した犬。ステージIII、Vに登場するデッドマンを倒した直後に画面外から駆け寄ってきて画面内に残った死体を貪りだす。攻撃すると怒って飛び掛ってくる。
ウォーターハンド（Water Hand/Water Zombie）
橋の上を彷徨う、スポットライトのような見た目の幽霊。触れると巨大な手に変化し、ウォーターデッドたちが住まう川へと強引に引きずり込む。トラップのような存在であるため倒すことはできない。
ノブー（Knoboo/Nobu）
崩れた胎児のような異形の怪物。鈍い動作で地面を這うようにして移動する。至近距離に接近すると大きく立ち上がり、口を開いて体液を吐きかける。
カラス（Crow）
凶暴化したカラス。色が青く見えるがカラスである。一直線に飛んでくる。
ミラーリック（Mirror Rick）
リックと同じ姿をした鏡の世界の凶暴な住人。壁に取り付けられた姿見の前を通り過ぎた瞬間、鏡を破って背後から襲い掛かってくる。リックと同じパンチやしゃがみキックで攻撃しているがリックよりも動きが機敏。またスライディングキックを仕掛けてくることもあるが、リックと違い大きな予備動作抜きで放ってくるため隙が少ない。
出現後はスクロールが一定量動いた後に停止し、ミラーリックを倒した後に再びスクロールが再開するようになっているため、複数に囲まれることはない。
ナイトメア（Nightmare）
ステージ5のボス・イービルクロスを護衛する六つの生首の亡霊。イービルクロスから離れてリックの方へ斜め上、前方、斜め下の3方向にランダムで動いてくる。空間の離れた場所から湧いて出てきて背後から向かってくるパターンもある。
ウッデイ（Woody/Uddei）
切断された手が意思を持ったもの、ダメージ床の上を這うように往復し、指で挑発したり高く飛び上がったりする。
ピクチャーゴースト（Picture Ghost）
絵画に取り憑いた悪霊。キャンバスに描かれた女性の顔部分だけが飛び出して浮遊する。
ジョーカー（Joker）
青白い女性の幽霊。空中をふらふらと飛び回りながら、手にしたドクロを侵入者目がけて投下する。落下したドクロが命中する、もしくは他の敵にぶつかってダメージを受けるととても嬉しそうに笑う。5面の分岐ステージの1つでも再登場する。
1発殴るだけで倒せるが、その際に落ちてくるドクロにもダメージ判定が発生する。
リバイバルデッド（Revival Dead）
ゾンビ。動きが素早く耐久力の高いタイプと、動きが鈍く攻撃1発で倒れる耐久力の低いタイプがいる。倒されてもマスターデッドの命令が下るたびに何度でも甦る。
マスターデッド（Master Dead）
リバイバルデッドを統率する、ぼろきれのようなマントを羽織った死霊使い（ネクロマンサー）。ステージVの分岐ステージで待ち受けている。
崩れたリバイバルデッドを復活させる能力を持ち、画面内を浮遊しながら移動した後、掛け声とともにリバイバルデットを蘇らせる。
中ボス的な扱いで倒すことは可能だが倒すこと自体は必須ではなく、リバイバルデッドをひたすら倒し続けていると画面外へ去って行く。
エッグオバ（Eeg Ova）
羊膜に包まれた状態のオバ。フワフワとシャボン玉のように浮遊したのち、着地して赤ん坊のような鳴き声を上げながらオバが誕生する。
オバ（Ova）
デッドマンの幼生。跳ねながら接近し、相手にしがみついて体力を奪う。しがみついた後は振りほどかれるまでダメージを与え続ける。
ファイヤーデッド（Fire Dead）
炎に包まれながら苦悶の表情で跳ね回るデッドマン。7面のフィールド内で画面右から左に向かって通過していく。
障害物扱いであるため倒すことはできない。

#### ボスモンスター
ボディイーター（Body Eater）
獰猛で巨大な肉食蛭。餌を察知すると肉塊の巣から現れ、放物線を描いてリックめがけて飛び掛かってくる。
体に直接飛びついてくるもの、やや小さめの軌道で足元に着地するもの、画面中央に着地して飛び出してきた方向に戻っていくもの、小さく飛び出してきて地面を這ってくるもの4パターンがある。でダメージを受けると食らいつかれてしまい、振りほどかない限りダメージを受け続ける。BGMが終わりに差し掛かると同時に巣に戻っていくが、左奥に吊り下げられたハンギングデッドの腹の中から最後の1匹が飛び出してくる。
4面および5面ではステージ分岐次第で道中の雑魚モンスターとして再登場する。
ポルターガイスト（Poltergeist）
悪霊によって、あたかも意思を持つかのごとく操られた家具や食器。入室者に対して執拗な攻撃を加える。
操られる家具や食器の種類にはワイングラス、蝋燭、ナイフ、椅子、空き缶、ウィスキー瓶、額縁、シャンデリアがあり、段階に沿って襲ってくるものが変わる。
本体である悪霊は額縁に潜んでおり、倒すと額縁から抜け出して窓から逃げていく。その直後に落下するシャンデリアに接触すると体力の残量にかかわらず即死する（シャンデリアの枠の内側で左右・中央の3か所辺りで接触した場合のみ。シャンデリアの端に外側からギリギリかする程度の位置で接触した場合は1ダメージで済む）。
ピギーマン（Biggyｍan）
ウエスト博士によって両手にチェーンソーを埋め込まれた屈強な怪人。頭に被せられた麻袋、異常に発達した全身の筋肉が特徴。巨体にもかかわらず身体能力は高く、凄まじい跳躍力を誇る。攻撃のリーチが長いため、素手のみで倒すのは非常に困難。
イービルクロス&ナイトメア（Evil Cross & Nightmare）
礼拝堂の十字架に悪霊が取り憑いたもの。通常の状態からひっくり返って逆十字となっている。周囲に複数のナイトメアを従えて出現地点から右へと逃げて行き止まりに到達した後、半円を描きながら左右に往復しながら動き回る。
ナイトメアはイービルクロスの周りを回転しながら回る無数の生首で、時折リックに向かってきて一定距離を進むと消滅するがその都度大量に湧いてくるため倒しても意味がない。ダメージを与えるには本体である十字架を攻撃しなくてはならない。
ジェニファー（Jennifer）
リックの恋人。館の怪物たちによって異形の存在に作り替えられて自らの意思とは関係なく凶悪な怪物へと変身する体になってしまい、再会直後に変貌して襲い掛かってくる。
変身後はピギーマンに匹敵する巨体と跳躍力を備え、指先から飛び出す鋭い爪を駆使してリックを翻弄する。一定回数ダメージを与えることで一時的に人間の姿へ戻るが直後に再び変態し、段階的に攻撃パターンが変化していく。リックが本体にぶつかってダメージを受けると立ち止まって高笑いし、リックがミスして倒れた際には嘲笑う。
戦いが終わるとリックにお礼を言い残して塵となって消滅する。
マザー（Mother）
ウエスト館の最深部で魔物たちを生み出す根源。館に寄生する巨大な心臓で、ゆっくりと脈動しながら際限なくエッグオバを生み出す。
倒した後にそのまま傍に立っていると本体の破裂によりまき散らされた中身に触れてダメージを受けてしまう。
ヘルカオス（Hell Chaos）
ヘルマスクに宿る仮面の精が地中に眠っていた怪物に宿った姿。腐敗した頭部と両腕のみが地上に露出しており、土砂を舞い上げたり、巨大な腕で掴みかかったりする。

## スタッフ
アーケード版
- ディレクター：MR.YOKOYAMA（横山茂）
- プロデューサー：KAZUU（水野一実）
- アソシエイト・プロデューサー：HAYA PAYA
- プログラマー：PSQGL
- アート・ディレクター：M.ISHIDA（石田正則）
- スペシャル・ビジュアル・エフェクト：T.ODA（織田尚）
- スペシャル・メイクアップ・デザイン、クリエイト：DAIHADAN13
- オリジナル・ミュージック：K.TAJIMA（田島勝朗）、Y.KAWAMOTO（川元義徳）
- タイトル・デザイン：MR.USUKURA（うすくらあきら）
- スペシャル・アーティスト：Y.KOMORIYA（小森谷勇一郎）
- データ・プロセッシング：MR.NATSUI（夏井敏夫）、MISS.CHIIKO
- デバッグ・チーフ：SISYO SETO KYOSOSAMA

## 移植版
この節では発売当時の社名で記載（一部の長い社名のみ、略記する場合あり）。
| No. | タイトル                            | 発売日                                   | 対応機種                                                    | 開発元            | 発売元             | メディア                                        | 型式    | 備考 |
| --- | ----------------------------------- | ---------------------------------------- | ----------------------------------------------------------- | ----------------- | ------------------ | ----------------------------------------------- | ------- | --- |
| 1   | スプラッターハウス                  | 1990年4月3日 1990年4月21日               | PCエンジン                                                  | ナムコ            | ナムコ             | 4メガビットHuCARD                               | NC90002 | - |
| 2   | スプラッターハウス                  | 1992年6月1日                             | FM TOWNS                                                    | ビング            | ビング             | CD-ROM                                          | -       | - |
| 3   | ULTRAシリーズ121 スプラッターハウス | 2003年11月20日                           | Windows                                                     | ナムコ            | メディアカイト     | CD-ROM                                          | MKW-298 | - |
| 4   | 遊遊シリーズ スプラッターハウス     | 2004年4月9日                             | Windows                                                     | ナムコ            | メディアカイト     | CD-ROM                                          | -       | - |
| 5   | スプラッターハウス                  | 2007年7月3日 2007年3月19日 2007年3月16日 | Wii                                                         | バンダイナムコ    | バンダイナムコ     | ダウンロード バーチャルコンソール               | -       | PCエンジン版の移植。 日本では2019年1月31日配信・発売終了。                                                                          |
| 6   | スプラッターハウス                  | 2009年5月26日                            | Wii                                                         | バンダイナムコ    | バンダイナムコ     | ダウンロード （バーチャルコンソールアーケード） | -       | アーケード版の移植。 日本では2019年1月31日配信・発売終了。                                                                          |
| 7   | スプラッターハウス                  | 2010年11月18日                           | iPhone iPod touch (iOS)                                     | バンダイナムコ    | バンダイナムコ     | ダウンロード                                    | -       | アーケード版の移植 |
| 8   | スプラッターハウス                  | 2011年7月6日                             | PlayStation 3 PlayStation Portable (PlayStation Network)    | バンダイナムコ    | バンダイナムコ     | ダウンロード （ゲームアーカイブス）             | PPEJ    | PCエンジン版の移植 |
| 9   | ナムコミュージアム                  | INT 2017年7月28日                        | Nintendo Switch                                             | バンダイナムコ    | バンダイナムコ     | ダウンロード                                    | -       | アーケード版の移植 |
| 10  | スプラッターハウス Splatterhouse    | 2020年3月19日                            | PCエンジン mini TurboGrafx-16 mini PC Engine CoreGrafx mini | M2 ※ 移植開発担当 | KDE ※ 本体の発売元 | プリインストール                                | -       | PCエンジン miniには日本版（PCエンジン版）を収録 TurboGrafx-16 miniおよびPC Engine CoreGrafx miniには北米版（TurboGrafx-16版）を収録 |
| 11  | スプラッターハウス                  | 2023年6月22日                            | PlayStation 4 Nintendo Switch                               | バンダイナムコ    | ハムスター         | ダウンロード （アーケードアーカイブス）         | -       | アーケード版の移植 |

PCエンジン版
ファミリーコンピュータ移植版といえる『スプラッターハウス わんぱくグラフィティ』とは異なり、原作の雰囲気を残す移植となっている。また、初期体力・ステージクリア後の体力回復値の増加（AC版では1つだが、PCエンジン版では2つに変更）、無敵時間の延長、AC版での永久パターン防止措置の削除、敵の配置・マップ構成の変更、BGM数の減少、一部の敵の行動パターンの変更などによる難易度の緩和や、グラフィックの描き直し、一部の音声・効果音の削除などの変更点が多い。ステージ間のアイキャッチも簡素になり、ネームエントリー、スコアランキングも無くなっている。
2007年7月3日にはWiiのバーチャルコンソール（VC）、2011年7月6日にはゲームアーカイブスでそれぞれ配信開始された（一覧表に記載したとおり、Wii版VCについては現在は配信・発売を終了しているが、既に購入して個人の記録媒体などに収めたコンテンツについては、当面はプレイ可能）。
FM TOWNS版
アーケードでの些細な仕様・バグも再現されるなど非常に高い完成度を誇り、後述のWindows版が登場するまでは、移植版の中では完璧に近い出来であった。
Windows版
AC版の（ほぼ）完全移植。「ULTRAシリーズ」のひとつとしてリリースされ、後に廉価版も発売された。家庭用機向けということもあり、プレイヤーの実力に合わせ難易度と残機増加点の設定ができる。なお、ULTRAシリーズ版はBGMに不具合があり、修正パッチの適用が必要（詳細後述）、またどちらの版でもサウンドに若干ノイズが入っている。
なお、ここで言う「Windows」とは「Win95」から「WinXP」までを指す。以降のWindowsについては仮に動作したとしても不具合が出る可能性がある。先述した修正パッチについても現在はメディアカイト社が2007年に破産（のちに解散）しているため、公式なサポートは無い。
バーチャルコンソールアーケード（Wii）版
AC版の完全移植（サービス終了に付き購入不可）。
Nintendo Switch版
Switch向けにリリースされたナムコミュージアムの一編として収録された。
収録タイトルそれぞれにチャレンジモードが搭載されており、ゲームのハイライト部分を思う存分プレイできるようになっている。
iPhone / iPod touch版
バーチャルパッドによる操作。タイムアタックの「スプラッターラッシュ」、スコアアタックの「エンドレスラッシュ」、チートアイテム（アドオン購入）が追加されている。

## 評価
アーケード版
ゲーム誌『ゲーメスト』（新声社）誌上で行われていた「第3回ゲーメスト大賞」（1989年度）においてベストアクション賞で7位を獲得、その他にベスト演出賞で3位、ベストグラフィック賞で4位、ベストVGM賞で7位、年間ヒットゲームで26位、ベストキャラクター賞では主人公のリックが7位、ジェニファーが10位を獲得した。また、1991年にそれまで発売されていたアーケードゲーム全てを対象に行われたゲーメスト読者の人気投票によるゲーメストムック『ザ・ベストゲーム』では39位を獲得した。
PCエンジン版
ゲーム誌『ファミコン通信』のクロスレビューでは合計26点、『月刊PCエンジン』では85・80・85・90・85の平均85点、『マル勝PCエンジン』では9・8・9・8の合計34点（満40点）、『PC Engine FAN』の読者投票による「ゲーム通信簿」での評価は以下の通りとなっており、23.97点（満30点）となっている。また、この得点はPCエンジン全ソフトの中で42位（485本中、1993年時点）となっている。
| 項目 | キャラクタ | 音楽 | 操作性 | 熱中度 | お買得度 | オリジナリティ | 総合  |
| 得点 | 4.35       | 4.01 | 3.97   | 4.10   | 3.65     | 3.90           | 23.97 |

## 続編・関連作品
スプラッターハウス わんぱくグラフィティ（ファミリーコンピュータ、1989年）
残酷色を除きコミカルな要素を加えて大幅にアレンジされた「コミカルホラーアクションゲーム」。物語的にはAC版と多少繋がりがあり、AC版の「バッドエンド」を逆手に取ったオチになっている。
LSIゲーム版（1990年）
バリエよりリリース。ポルターガイストやハンギングデッド、ボディイーターなどの敵が登場し、ピギーマンとのボス戦なども用意されている。ゲーム中のメロディはLSIゲームオリジナルのものだが、ゲームスタート時のみ原作のオープニングの曲が再現されている。
スプラッターハウス PART2（メガドライブ、1992年）
本作の続編作品。3か月後が舞台となっており、死の淵に居るジェニファーを救出すべくリックは再びマスクを取る。難易度が上がっている。
スプラッターハウス PART3（メガドライブ、1993年）
本作の続編作品。『PART2』から5年後が舞台で、リックはジェニファーと、その間にもうけた息子デーヴィッドを救うべく三度マスクを取る。ベルトスクロールアクションゲームに変更されている。ゲーム進行によってグッドエンド、バッドエンドにかわるマルチエンディング方式。
Splatterhouse（PlayStation 3 / Xbox 360、2010年10月、北米・ヨーロッパのみで発売）
シリーズ初の3Dグラフィックスアクションゲーム。当初は2009年に発売予定で、開発は海外の開発会社BottleRocket Entertainmentが行っていたが、2009年2月にバンダイナムコゲームスの社内チームが引き継いだ。初代のAC版を含めシリーズ3作品も収録されており、ゲームを進めることで作品が開放されプレイすることができる。